# Monster Rancher Explorer
Monster Rancher Explorer, aussi connu sous le nom de Solomon (ソロモン, Soromon) au Japon, est un jeu vidéo Game Boy Color issu de la série de jeux vidéo Monster Rancher, publié en 2000. Il reprend le même principe de jeu que Solomon's Key mais intègre des personnages de Monster Rancher.

## Système de jeu
Le joueur contrôle Cox, qui doit traverser une série de niveaux dans une tour. Dans certains niveaux, le joueur peut débloquer un tour bonus, où il peut capturer un monstre pour l'aider dans le jeu.

## Accueil
Le jeu reçoit des critiques « moyennes » selon l'agrégateur GameRankings. Au Japon, le magazine Famitsu lui attribue une note de 25 sur 40. 